# Schnappi
Schnappi, das kleine Krokodil är en låt som har komponerats för ett tyskt barnprogram i TV, Die Sendung mit der Maus. Schnappi är en tecknad grön krokodil som har gjort sig känd under låten Schnappi, Das kleine Krokodil som spelades flitigt i musik-tv-kanaler runt 2005. Innan krokodilen blev populär i Sverige, hade låten Schnappi, Das kleine Krokodil legat etta på olika topplistor i Tyskland.
Programmet har även släppt en skiva innehållande ett flertal barnvisor med musik från programmet. Skivan heter Schnappi und seine Freunde. I slutet av maj 2005 låg sången på första plats på svenska försäljningslistan över sålda singlar.